# Port Mansfield (Teksas)
Port Mansfield je naseljeno mjesto za statističke potrebe u američkoj saveznoj državi Teksas. Prema popisu stanovništva iz 2010. u njemu je živjelo 226 stanovnika.